# Чемпионат ЦАР по шоссейному велоспорту
Чемпионат Центральноафриканской Республики по шоссейному велоспорту — национальный чемпионат ЦАР по шоссейному велоспорту, проводимый Федерацией велоспорта ЦАР. За победу в дисциплинах присуждается майка в цветах национального флага (на илл.).

## Призёры

### Мужчины. Групповая гонка.
| Год  | Победитель                     | Второй                | Третий                  |
| ---- | ------------------------------ | --------------------- | ----------------------- |
| 2015 | Марвен Лопес Тонама Коссоухору | Эрве Родриг Селемгуна | Туссен Анситанга Конгбо |

### Мужчины. Индивидуальная гонка.
| Год  | Победитель            | Второй                         | Третий        |
| ---- | --------------------- | ------------------------------ | ------------- |
| 2015 | Эрве Родриг Селемгуна | Марвен Лопес Тонама Коссоухору | Самуэль Азука |

### Женщины. Групповая гонка.
| Год  | Победитель       | Второй           | Третий              |
| ---- | ---------------- | ---------------- | ------------------- |
| 2015 | Фатимату Майдида | Иннокенте Гандао | Оливия Кэрол Лакурс |

### Женщины. Индивидуальная гонка.
| Год  | Победитель       | Второй              | Третий           |
| ---- | ---------------- | ------------------- | ---------------- |
| 2015 | Фатимату Майдида | Оливия Кэрол Лакурс | Иннокенте Гандао |